# سوفرن (عملة بريطانية)
سوفرن هو عملة ذهبية بريطانية بقيمة اسمية تبلغ جنيهًا إسترلينيًا واحدًا (1 جنيه إسترليني) ويحتوي على 0.2354 أوقية ترويسية (113.0 gr؛ 7.32 غ) من الذهب الخالص. سكت منذ عام 1817، وكانت في الأصل عملة متداولة قبلت في بريطانيا وأماكن أخرى من العالم؛ وهي الآن عملة سبائك وتثبت أحيانًا في المجوهرات. بالإضافة إلى ذلك، غالبًا ما تجمع ضربات التداول ونماذج الإثبات لقيمتها النقدية. في السنوات الأخيرة، حملت تصميم القديس جورج والتنين على الوجه الخلفي؛ الأحرف الأولى ( B P ) للمصمم، بينيديتو بيستروتشي، مرئية على يمين التاريخ.
سميت العملة المعدنية على اسم السيّد الذهبي الإنجليزي، الذي سك آخر مرة حوالي عام 1603، ونشأ كجزء من إعادة سك العملة الكبرى عام 1816. اعتقد الكثيرون في البرلمان أنه يجب إصدار عملة معدنية بقيمة جنيه واحد بدلاً من العملة المعدنية بقيمة 21 شلنًا التي كانت تُضرب حتى ذلك الوقت. طلب مدير دار سك العملة، ويليام ويليسلي بول، من بيستروتشي تصميم العملة الجديدة؛ كما استخدم تصويره لعملات ذهبية أخرى. في الأصل، لم تكن العملة المعدنية شائعة لأن الجمهور كان يفضل راحة الأوراق النقدية، ولكن العملة الورقية بقيمة 1 جنيه إسترليني سرعان ما تقيدت بالقانون. وبعد اختفاء تلك المنافسة، أصبح السيادي عملة متداولة شائعة، واستخدم في التجارة الدولية وفي الخارج، حيث كان موضع ثقة باعتباره عملة تحتوي على كمية معروفة من الذهب.
شجعت الحكومة البريطانية استخدام العملة الملكية كوسيلة مساعدة للتجارة الدولية، واتخذت دار سك العملة الملكية خطوات لسحب العملات الذهبية خفيفة الوزن من التداول. ومنذ خمسينيات القرن التاسع عشر وحتى عام 1932، سكت العملة السيادية أيضًا في دور سك العملة الاستعمارية، في البداية في أستراليا ثم في وقت لاحق في كندا وجنوب إفريقيا والهند - وسكت مرة أخرى في الهند للسوق المحلية منذ عام 2013، بالإضافة إلى الإنتاج في بريطانيا بواسطة دار سك العملة الملكية. كانت العملات السيادية الصادرة في أستراليا تحمل في البداية تصميمًا محليًا فريدًا، ولكن بحلول عام 1887، أصبحت جميع العملات السيادية الجديدة تحمل تصميم جورج والتنين الذي ابتكره بيستروتشي. كانت عمليات الضرب هناك كبيرة للغاية لدرجة أنه بحلول عام 1900، كان حوالي أربعين في المائة من العملات السيادية في بريطانيا قد سكت في أستراليا.
مع اندلاع الحرب العالمية الأولى عام 1914، اختفت العملة السيادية من التداول في بريطانيا؛ واستبدلت بالعملة الورقية ولم تعد بعد الحرب، على الرغم من استمرار إصداراتها في دور سك العملة الاستعمارية حتى عام 1932. ورغم أن استخدام العملة السيادية قد تراجع في بريطانيا، فإنها ظلت مستخدمة في الشرق الأوسط، وارتفع الطلب عليها في الخمسينيات من القرن العشرين، وهو ما استجابت له دار السك الملكية في نهاية المطاف بإصدار عملات سيادية جديدة في عام 1957. ومنذ ذلك الحين، سكت كعملة ذهبية وبدءًا من عام 1979 لهواة الجمع. على الرغم من أن السيادية لم تعد متداولة، فإنها – إلى جانب نصف سوفرن، والسوفرن المزدوجة، والسيادة الخماسية – لا تزال تمثل عملة قانونية في المملكة المتحدة، بعد أن نجت من تحويل الجنيه إلى النظام العشري في عام 1971.

## الخلفية والترخيص

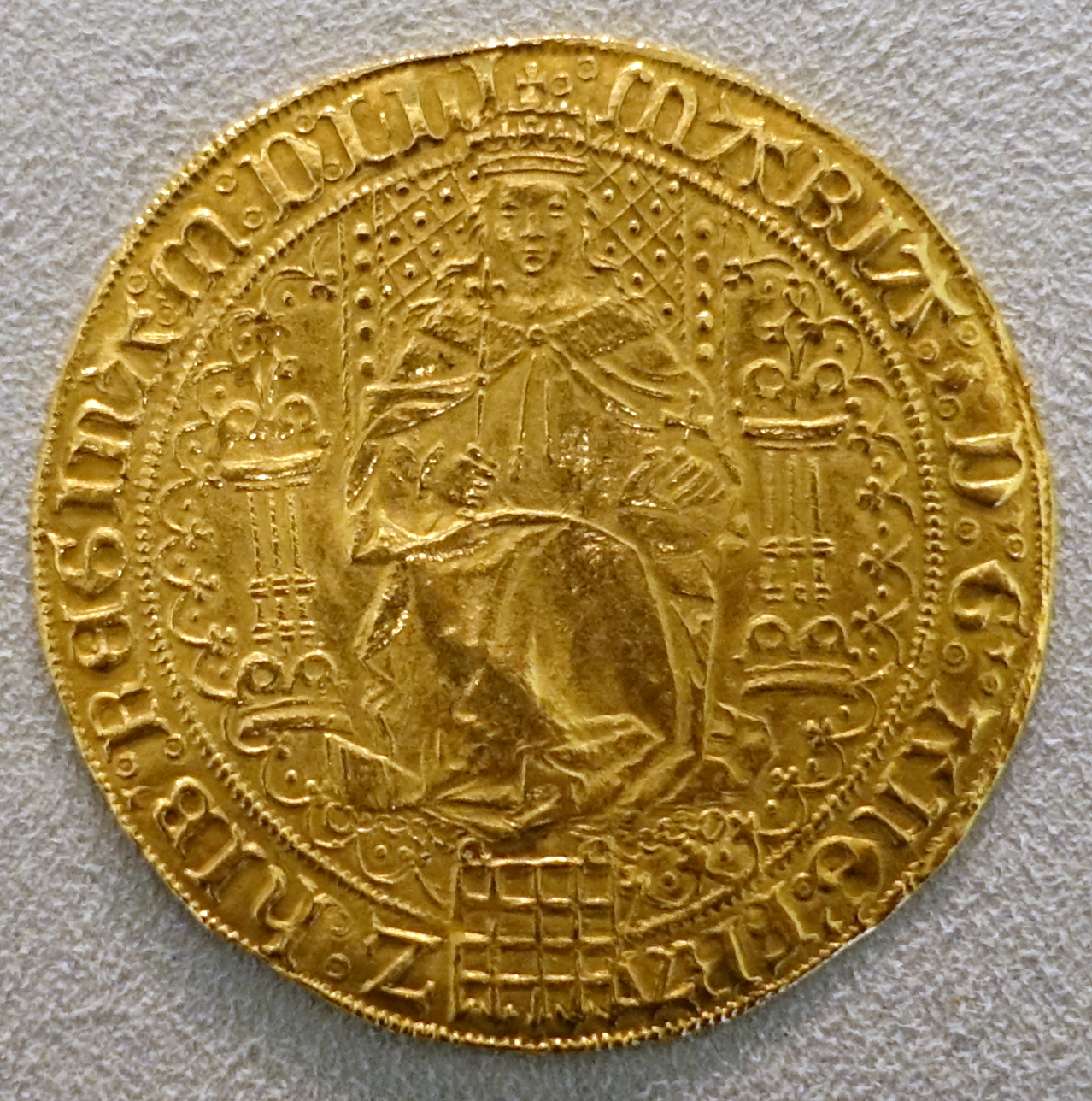
سيادة الملكة ماريأنا، ق. 1553

كانت هناك عملة إنجليزية تُعرف باسم السوفرن، والتي أقرها هنري الأول أولاً السابع في عام 1489. وكان قطرها 42 مليمتر (1.7 بوصة) ووزنها 15.55 غرام (0.500 أوقية ترويسية)، أي ضعف وزن العملة الذهبية الموجودة، الريال. سكت العملة المعدنية الجديدة استجابة للتدفق الكبير للذهب إلى أوروبا من غرب إفريقيا في ثمانينيات القرن الخامس عشر، وأطلق عليها هنري في البداية اسم الريال المزدوج، لكنه سرعان ما غير الاسم إلى السوفرن. كانت قيمة العملة الأصلية كبيرة جدًا بحيث لا يمكن استخدامها عمليًا في التداول، ومن المرجح أنها كانت بمثابة قطعة عرض تقدم لكبار الشخصيات.
كانت العملة الإنجليزية السيادية، أول عملة في البلاد تقدر قيمتها بجنيه واحد، سكت من قبل ملوك القرن السادس عشر، وكان حجمها ودقتها غالبًا ما يتغيران. عندما اعتلى جيمس الأول العرش الإنجليزي عام 1603، أصدر عملة سيادية في عام توليه العرش، ولكن في العام التالي، بعد وقت قصير من إعلان نفسه ملكًا لبريطانيا العظمى وفرنسا وأيرلندا، أصدر إعلانًا بقطعة جديدة من فئة عشرين شلنًا. كانت العملة الجديدة أخف وزنًا بنسبة عشرة في المائة تقريبًا من العملات السيادية النهائية، وكانت تسمى " unite"، وهي ترمز إلى أن جيمس دمج التاجين الاسكتلندي والإنجليزي.
في ستينيات القرن السابع عشر، وبعد استعادة تشارلز الثاني للسلطة وميكنة دار السك العملة الملكية التي أعقبت ذلك بسرعة، صدرت عملة ذهبية جديدة بقيمة عشرين شلنًا. لم يكن له اسم خاص في البداية ولكن سرعان ما أطلق عليه الجمهور لقب جنيه وأصبح هذا هو المصطلح المقبول. كانت قيمة العملات المعدنية في ذلك الوقت تقوم حسب محتواها من المعادن الثمينة، وارتفع سعر الذهب مقارنة بالفضة بعد وقت قصير من إصدار الجنيه. وهكذا أصبح سعر التداول 21 شلنًا أو حتى ستة بنسات أكثر. كانت هذه العملة شائعة في التجارة، وقد حددت الحكومة قيمتها بـ 21 شلنًا من الفضة في عام 1717، وكانت عرضة للمراجعة إلى الأسفل، على الرغم من أن هذا لم يحدث عمليًا. لقد سقط مصطلح سوفرن، الذي يشير إلى العملة المعدنية، من الاستخدام - فهو لا يظهر في قاموس صمويل جونسون، الذي قاموا بتجميعه في خمسينيات القرن الثامن عشر.

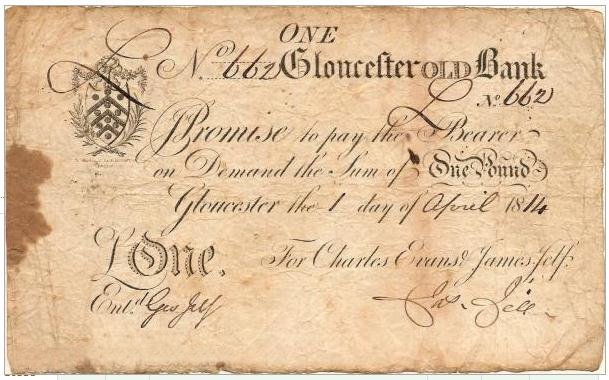
ورقة نقدية بقيمة 1 جنيه إسترليني أصدرها بنك جلوستر القديم في عام 1814

لقد تعطل الاقتصاد البريطاني بسبب الحروب النابليونية، وقاموا بتخزين الذهب. ومن بين التدابير التي اتخذت للسماح باستمرار التجارة، إصدار أوراق نقدية من فئة الجنيه. أصبح الجمهور يفضلهم باعتبارهم أكثر ملاءمة من الجنيهات ذات القيمة الفردية. بعد الحرب، بموجب قانون العملة لعام 1816، وضع البرلمان بريطانيا رسميًا على معيار الذهب، حيث عرف الجنيه على أنه كمية معينة من الذهب. أيد كل المتحدثين تقريبًا وجود عملة معدنية بقيمة عشرين شلنًا، بدلاً من الاستمرار في استخدام الجنيه. ومع ذلك، فإن قانون سك العملة لم يحدد العملات التي ينبغي للدار سكها. أوصت لجنة تابعة لمجلس الملكة الخاص بإصدار عملات ذهبية من فئة عشرة شلنات وعشرين شلنًا وجنيهين وخمسة جنيهات، وقد قبل جورج، الأمير الوصي، ذلك في 3 أغسطس 1816. سميت القطعة النقدية بقيمة عشرين شلنًا بالجنيه السيادي، وربما روج لإحياء الاسم القديم من قبل خبراء الآثار المهتمين بعلم العملات.

## الصنع
ويليام ويلزلي بول، الأخ الأكبر لدوق ويلينغتون، عين رئيسًا لدار السك (منصب حكومي مبتدئ في ذلك الوقت) في عام 1812، مع تفويض بإصلاح دار السك الملكية. كان بول يفضل الاحتفاظ بالجنيه، نظرًا لعددها المتبقي وكمية العمالة المطلوبة لاستبدالها بالسيادة. جاءت التعليمات الرسمية إلى دار السك من خلال وثيقة مؤرخة في فبراير 1817، والتي تأمر دار السك الملكية بضرب الجنيهات الذهبية. حيث كان يسك جنيه تروي واحد (12 أونصة تروي ) من الذهب عيار 22 قيراطًا في 441⁄2 جنيه إسترليني بقيمة 44.5*1 جنيه إسترليني1⁄20 = 46 جنيهًا إسترلينيًا29⁄40 ، منذ ذلك الحين سك كل رطل طروادة من الذهب عيار 22 إلى 46.725 جنيهًا إسترلينيًا، حيث بلغ وزن كل عملة 7.98805 غ (0.256822 ozt؛ 123.2745 gr) إسترلينيًا. ويحتوي على 7.32238 غ (0.235420 ozt؛ 113.0016 gr) ذهب نقي.
جاء النحات الإيطالي بينيديتو بيستروتشي إلى لندن في أوائل عام 1816. فتحت موهبته أبواب النخبة في العاصمة، ومن بينهم السيدة سبنسر، التي أظهرت لبيستروتشي نموذجًا من الشمع للقديس جورج والتنين من تصميم ناثانيال مارشانت وكلفته بإعادة إنتاجه على الطراز اليوناني كجزء من زينة زوجها كفارس الرباط. كان بيستروتشي يفكر بالفعل في مثل هذا العمل، وأنتج الصورة المصغرة. كان نموذج القديس هو النادل الإيطالي في فندق برونيت في ليستر سكوير، حيث أقام بعد وصوله إلى لندن.
في عام 1816، استأجر بول بيستروتشي لإنشاء نماذج للعملات المعدنية الجديدة. بعد الانتهاء من مهمة السيدة سبنسر، وفقًا لمعظم الروايات، اقترح بيستروتشي على بول أن يكون الموضوع المناسب للسيادة هو القديس جورج. قام بصنع رأس من حجر اليشب للملك جورج الثالث، لاستخدامه كنموذج للسيادة والعملات الفضية الأصغر حجمًا. كان قد أعد نموذجًا من الشمع للقديس جورج والتنين لاستخدامه على التاج؛ وقد عدل ليناسب الملك. لم يتمكن النقاشون في دار سك العملة الملكية من إعادة إنتاج صور بيستروتشي بنجاح في الفولاذ، وقام النحات بنقش القوالب بنفسه.

### تصميم جورج والتنين من بيستروتشي

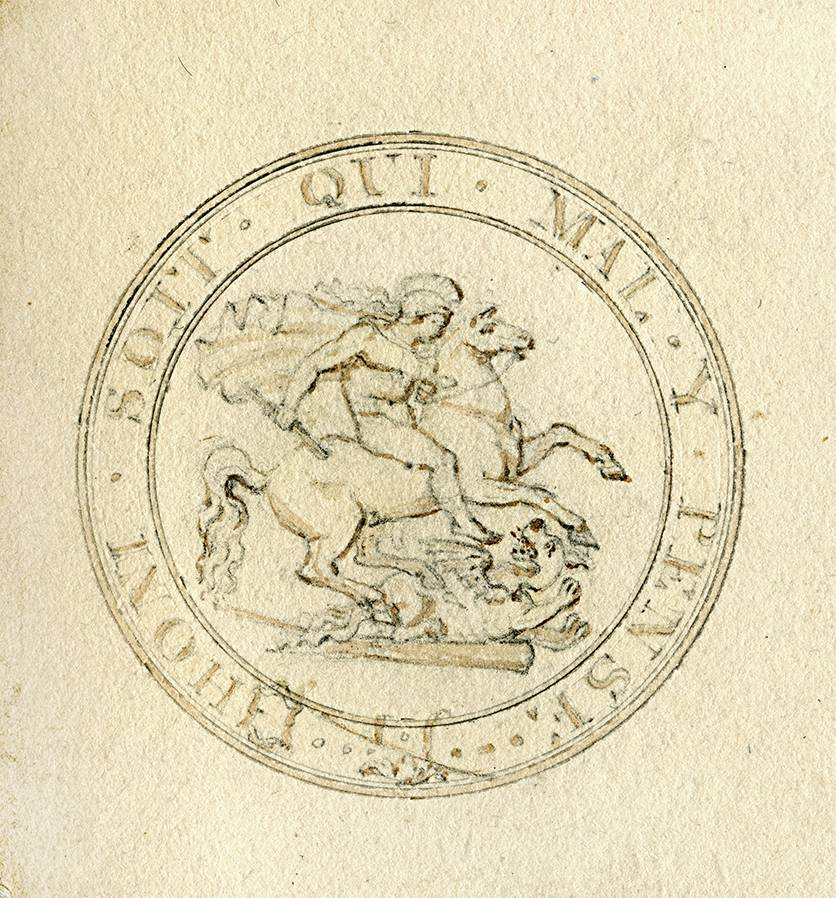
الرسم الأصلي لبيستروتشي للسيادة

يتضمن تصميم بيستروتشي للوجه الخلفي للعملة السيادية صورة القديس جورج على ظهر حصان. ويمسك بيده اليسرى لجام الحصان، ولا يرتدي درعًا سوى على أسفل ساقيه وقدميه، وأصابع قدميه عارية. يتوفر مزيد من الحماية بواسطة الخوذة، وفي الإصدارات المبكرة، يوجد عمود أو شعر يطفو خلفها. ويتدفق أيضًا خلف الفارس عباءته، وهي مثبتة في المقدمة بواسطة مشبك. يحمل الكتف الأيمن لجورج سيفًا لتعليق السيف الذي يمسكه بيده اليمنى. إنه عارٍ بخلاف ذلك - اعتبر ناقد الفن جون راسكن لاحقًا أنه من الغريب أن يكون القديس عاريًا عند الدخول في مثل هذا اللقاء العنيف. يبدو أن حصان القديس نصفه مهاجم ونصفه الآخر متراجع عن التنين، الذي يرقد جريحًا برمح جورج وفي خضم الموت.

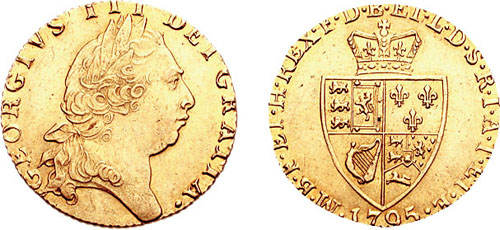
استبدل الملك الجنيه.

كان التصميم الأصلي لعام 1817 يظهر الفارس المقدس وهو لا يزال يحمل جزءًا من رمحه المكسور. تغير هذا إلى سيف عندما أُزيل الرباط الذي كان يحيط بالتصميم في الأصل في عام 1821، ومن المفترض أن جورج قد كسر رمحه في وقت سابق أثناء المواجهة مع التنين. كما أٌزيل ريشة الشعر، أو الخيط، خلف خوذة جورج في عام 1821؛ ورممت في عام 1887، وعدلت في عامي 1893 و1902، وأُزيلت في عام 2009.
تصميم جورج والتنين هو على الطراز الكلاسيكي الحديث. عندما صمم بيستروتشي العملة المعدنية، كان الطراز الكلاسيكي الحديث رائجًا في لندن، وربما كان مستوحى من تماثيل إلغن الرخامية، التي عُرضت منذ عام 1807، والتي ربما رآها بعد وقت قصير من وصوله إلى لندن. كان السيادي الذي صممه بيستروتشي غير عادي بالنسبة لعملة بريطانية من القرن التاسع عشر لأنه لم يحمل تصميمًا شعاريًا، ولكن هذا كان متسقًا مع رغبة بول في جعل السيادي يبدو مختلفًا عن الجنيه قدر الإمكان.

## سنوات التوزيع (1817–1914)

### السنوات المبكرة (1817–1837)
عندما دخلت العملة السوفرن التداول في أواخر عام 1817، لم تكن تحظى بشعبية في البداية، حيث فضل الجمهور راحة الأوراق النقدية التي كان من المفترض أن تحل العملة السيادية محلها. أدى نقص الطلب إلى انخفاض عدد العملات النقدية من 2,347,230 في عام 1818 إلى 3,574 في العام التالي. وكان هناك سبب آخر لعدم سك سوى عدد قليل من العملات السيادية في عام 1819 وهو الاقتراح الذي رفضه في نهاية المطاف الخبير الاقتصادي دافيد ريكاردو والذي يقضي بإلغاء الذهب كمعادن لعملات معدنية، مع إتاحته عند الطلب من بنك إنجلترا. وبمجرد التخلي عن هذه الخطة في عام 1820، شجع البنك تداول العملات الذهبية، لكن القبول بين عامة الناس البريطانيين كان بطيئا. وبعد التغلب على الصعوبات المتعلقة بتبادل الأوراق النقدية في زمن الحرب، أصبحت العملة السيادية أكثر شعبية، ومع ندرة الأوراق النقدية ذات القيمة المنخفضة، حظر البرلمان في عام 1826 إصدار أوراق نقدية بقيمة أقل من خمسة جنيهات إسترلينية في إنجلترا وويلز.
كانت العملات السيادية المبكرة تُصدَّر بكثافة؛ ففي عام 1819، قدر روبرت بيل أن من بين نحو 5 ملايين جنيه إسترليني من الذهب الذي ضرب في فرنسا منذ العام السابق، كان ثلاثة أرباع الذهب المستخدم قد جاء من العملات البريطانية الجديدة التي صهرت. قاموا بتصدير المزيد من العملات السوفرن إلى فرنسا في عشرينيات القرن التاسع عشر لأن المعدن الممزوج بالذهب كان يتضمن الفضة، والتي كان من الممكن استعادتها بشكل مربح، وكان الذهب يعود في كثير من الأحيان إلى بريطانيا ويعاد سكه مرة أخرى على شكل عملات سيادية. بدءًا من عام 1829، تمكنت دار السك من التخلص من الفضة، لكن استنزاف العملات السيادية من قبل ذلك استمر.
توفي جورج الثالث في يناير 1820، وخلفه جورج، الأمير الوصي، باسم جورج الرابع. قرر مسؤولو دار سك العملة الاستمرار في استخدام رأس الملك الراحل على العملات المعدنية لبقية العام. للملك جورج في عهد الملك الرابع، قام بيستروتشي بتعديل وجهي جورج والتنين، من خلال إزالة شريط الرباط المحيط والشعار، واستبداله بحافة مضلعة. قام بيستروتشي أيضًا بتعديل شكل القديس، ووضع سيفًا في يده بدلاً من الرمح المكسور الذي شوهد سابقًا، وإزالة الشريط من خوذته، وتحسين مظهر الرداء.
تصميم الوجه لجورج تميزت ملوكات القرن الرابع برأس "الغولدن غلوب" لجورج رابعا، استنادا إلى التمثال النصفي الذي أعده بيستروتشي لميدالية التتويج. جاءت الموافقة على الإصدار الجديد بموجب أمر مجلس رقم 5 مايو 1821. ضربت هذه العملات سنويًا بين عامي 1821 و1825، لكن الملك لم يكن سعيدًا بتصويره وطلب إعداد عملة جديدة بناءً على تمثال نصفي أكثر إطراءً لفرانسيس شانتري. رفض بيستروتشي نسخ أعمال فنان آخر ومنع من مواصلة العمل على العملات. قاموا بتكليف النقاش الثاني (لاحقًا النقاش الرئيسي) ويليام واين بترجمة تمثال تشانتري إلى تصميم عملة معدنية، ودخلت العملة السيادية الجديدة حيز الاستخدام خلال عام 1825. لم تحمل تصميم جورج والتنين، حيث لم يعجب مدير دار السك الجديد، توماس والاس، العديد من تصميمات العملات المعدنية الحالية، وطلب من جان بابتيست ميرلين من دار السك الملكية إعداد تصميمات عكسية جديدة. يتضمن الوجه الخلفي الجديد للعملة السيادية شعار النبالة الملكي للمملكة المتحدة، متوجًا بأسود إنجلترا التي تظهر في اثنين من الأرباع، متوازنة مع أسد اسكتلندا وقيثارة أيرلندا. توجد على الدرع شعارات نبالة هانوفر، متوجة مرة أخرى، تصور شعارات نبالة برونزويك ولوينبورغ وتسيله. لم يظهر تصميم جورج والتنين مرة أخرى على العملة السيادية حتى عام 1871.
أدى تولي ويليام الرابع العرش في عام 1830 بعد وفاة شقيقه جورج الرابع إلى تصميمات جديدة للملك، حيث نقشت صورة الملك الجديد بواسطة ويليام واين بناءً على تمثال نصفي لتشانتري. استخدم تمثالين نصفيين مختلفين قليلاً، مع ما يسمى عادةً "التمثال النصفي الأول" المستخدم لمعظم القطع المتداولة لعام 1831 (أول سنة إنتاج) وبعضها من عام 1832، مع استخدام "التمثال النصفي الثاني" لعملات النمط النموذجية في ذلك العام، بالإضافة إلى العملات المعدنية التجريبية لعام 1831، وبعضها من عام 1832 واستولت بالكامل بحلول عام 1833. ويظهر على الوجه الخلفي رسم آخر بواسطة ميرلين لشعارات النبالة، مع التاريخ مصحوبًا بالكلمة اللاتينية Anno ، والتي تعني "في العام". وقد ضربت كل عام حتى عام وفاة الملك، 1837.

### العصر الفيكتوري

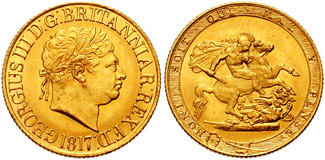
1817 سيادة جورجثالثا

أنهى تولي الملكة فيكتوريا العرش عام 1837 الاتحاد الشخصي بين بريطانيا وهانوفر، حيث لم تتمكن امرأة من اعتلاء عرش هانوفر بموجب قانون ساليك الأخير. وهكذا، كان لا بد من تغيير كلا جانبي السيادة. صمم وايون صورة "الرأس الشاب" للملكة، والتي نقشها على الوجه الأمامي، بينما نقش ميرلين الوجه الخلفي، حيث صور الأسلحة الملكية داخل إكليل من الزهور، ومن المرجح أنه لعب دورًا في تصميمها. وافقوا على العملة المعدنية الجديدة في 26 فبراير 1838، وباستثناء عامي 1840 و1867، وسكت العملة السوفرن ذات "الظهر المدرع" في دار سك العملة الملكية في لندن كل عام من عام 1838 إلى عام 1874. العملات الذهبية التي ضربت في لندن بتصميم الدرع بين عامي 1863 و1874 تحمل أرقامًا صغيرة أسفل الدرع، تمثل القالب المستخدم في سك العملة. لا يُعرف وجود سجلات توضح سبب استخدام هذه الأرقام، مع وجود نظرية مطبوعة على نطاق واسع مفادها أنها كانت تستخدم لتتبع تآكل القالب. يذكر جورج فريدريك أنسيل في كتابه الصادر عام 1870 بعنوان "دار سك العملة الملكية، أعمالها، سلوكها، وعملياتها شرحًا كاملاً وعمليًا " أن "القالب الخلفي قد صُمم ليحمل، بالإضافة إلى جهازه المعترف به، عددًا صغيرًا، بهدف تحديد مكبس سك العملة، وفي أي يوم معين، استخدم القالب المرقم، بحيث يمكن إرجاع العمل السيئ إلى فرد ما".
بحلول عام 1850، كان سعر بعض العملات 94 جنيهًا إسترلينيًا. وقد سكت الملايين من الجنيهات الاسترلينية ونصف الجنيهات، وتداولوها على نطاق واسع، حتى خارج شواطئ بريطانيا، وهو التشتت الذي ساعدت فيه الحكومة البريطانية، التي رأت في استخدام الجنيه الاسترليني أداة مساعدة لطموحاتها الإمبريالية. الذهب معدن لين، ومخاطر التداول تميل إلى جعل العملات السيادية خفيفة الوزن بمرور الوقت. في عام 1838، عندما تحول إرث جيمس سميثسون إلى ذهب استعدادًا لنقله إلى الولايات المتحدة، طلبت السلطات الأمريكية عملات ذهبية مسكوكة حديثًا، على الأرجح لزيادة كمية الذهب إلى أقصى حد عندما تصهر العملات الذهبية بعد وصولها إلى الولايات المتحدة.
كان من المفترض أن يكون وزن العملة السوفرن الجديدة المضروبة 123.274 جرامًا (7.98802 جرامًا). لم يعد من الممكن اعتباره عملة قانونية مقابل 1 جنيه إسترليني إذا تبين أن وزنه أقل من 122 رطلاً.1⁄2 حبة (أي نقص 11⁄2 بنس من الذهب لكل سيادة). بحلول أوائل أربعينيات القرن التاسع عشر، قدر بنك إنجلترا أن عشرين بالمائة من العملات الذهبية التي وصلت إلى يديه كانت خفيفة الوزن. وفي محاولة جزئية لتعزيز سمعة الدولة في التجارة، شرع البنك في تنفيذ برنامج لإعادة سك العملات، من خلال إذابة العملات الذهبية الخفيفة واستخدام الذهب في صناعة عملات جديدة كاملة الوزن. بين عامي 1842 و1845، انسحب البنك وأعاد صك حوالي 14 جنيهًا إسترلينيًا. مليون دولار من الذهب خفيف الوزن، وهو ما يمثل ثلث كمية هذا المعدن المتداولة. لم يقتصر الأمر على إبقاء الجنيه عند مستواه القياسي فحسب، بل ربما أدى ذلك إلى إزالة معظم الجنيهات المتبقية التي لا تزال في التجارة. إن حامل العملة الذهبية الخفيفة الوزن غير المحظوظ لا يمكنه إلا تسليمها على أنها سبائك، وسوف يخسر ما لا يقل عن 1% من قيمتها.1⁄2 بنس بسبب خفتها وكان عليها في كثير من الأحيان أن تدفع مبلغًا مساويًا لتغطية تكاليف بنك إنجلترا. كما قاموا بزيادة مراقبة الجودة داخل دار سك العملة الملكية؛ وبحلول عام 1866، وزنت كل عملة ذهبية وفضية على حدة. وكانت نتيجة هذه الجهود أن أصبحت العملة السيادية، على حد تعبير السير جون كلابهام لاحقًا، "العملة الرئيسية في العالم".
لقد أدت حمى الذهب في كاليفورنيا والاكتشافات الأخرى في أربعينيات وخمسينيات القرن التاسع عشر إلى زيادة كمية الذهب المتاحة وكذلك عدد الجنيهات الذهبية المضروبة، حيث بلغ مجموع الجنيهات الذهبية المضروبة 150 جنيهًا إسترلينيًا. ملايين من الجنيهات الإسترلينية ونصف الجنيهات الإسترلينية التي سكت بين عامي 1850 و1875. واستمرت مشكلة التآكل: إذ قُدِّر أنه في المتوسط، يصبح السيادي خفيف الوزن بعد خمسة عشر عامًا من التداول. أدى قانون العملة لعام 1870 إلى تشديد المعايير في دار سك العملة الملكية، حيث يتطلب اختبار العملات السيادية بشكل فردي في الاختبار السنوي للعملة المعدنية بدلاً من اختبارها بشكل جماعي. وقد أدت هذه المعايير إلى ارتفاع معدل الرفض للعملات السوفرن التي سكت حديثًا، وإن كان أقل من معدل الرفض للعملات السيادية نصفية، والتي تجاوزت في بعض الأحيان 50%. عندما أعيد بناء دار سك العملة الملكية في عام 1882، كان العامل الحاسم في إيقاف الإنتاج من أجل التجديد بدلاً من الانتقال إلى دار سك جديدة في مكان آخر هو تقرير بنك إنجلترا الذي أفاد بوجود مخزون كبير بشكل غير طبيعي من العملات السيادية وأنه لن يحدث أي ضرر إذا لم يكن من الممكن سكها في لندن لمدة عام. سمح التقدم في التكنولوجيا بوزن العملات الذهبية بشكل فردي بواسطة آلات آلية في بنك إنجلترا بحلول تسعينيات القرن التاسع عشر، كما ساعدت الجهود المبذولة للحفاظ على وزن العملة بالكامل في إصدار قانون برلماني عام 1889 والذي سمح باسترداد العملة الذهبية خفيفة الوزن بالقيمة الاسمية الكاملة، مع تحمل الحكومة الخسارة الناجمة عن التآكل. كما سمح قانون العملات لعام 1889 لبنك إنجلترا باسترداد العملات الذهبية البالية من قبل حكم فيكتوريا، ولكن في 22 نوفمبر 1890 استدعيت جميع العملات الذهبية من قبل حكمها بموجب إعلان ملكي وأٌلغي تداولها اعتبارًا من 28 فبراير 1891. وبفضل برنامج مستمر لصهر وإعادة سك القطع المعدنية الخفيفة الوزن، انخفضت تقديرات العملات السيادية المتداولة تجارياً والتي يقل وزنها عن الحد الأدنى القانوني إلى نحو أربعة في المائة بحلول عام 1900.

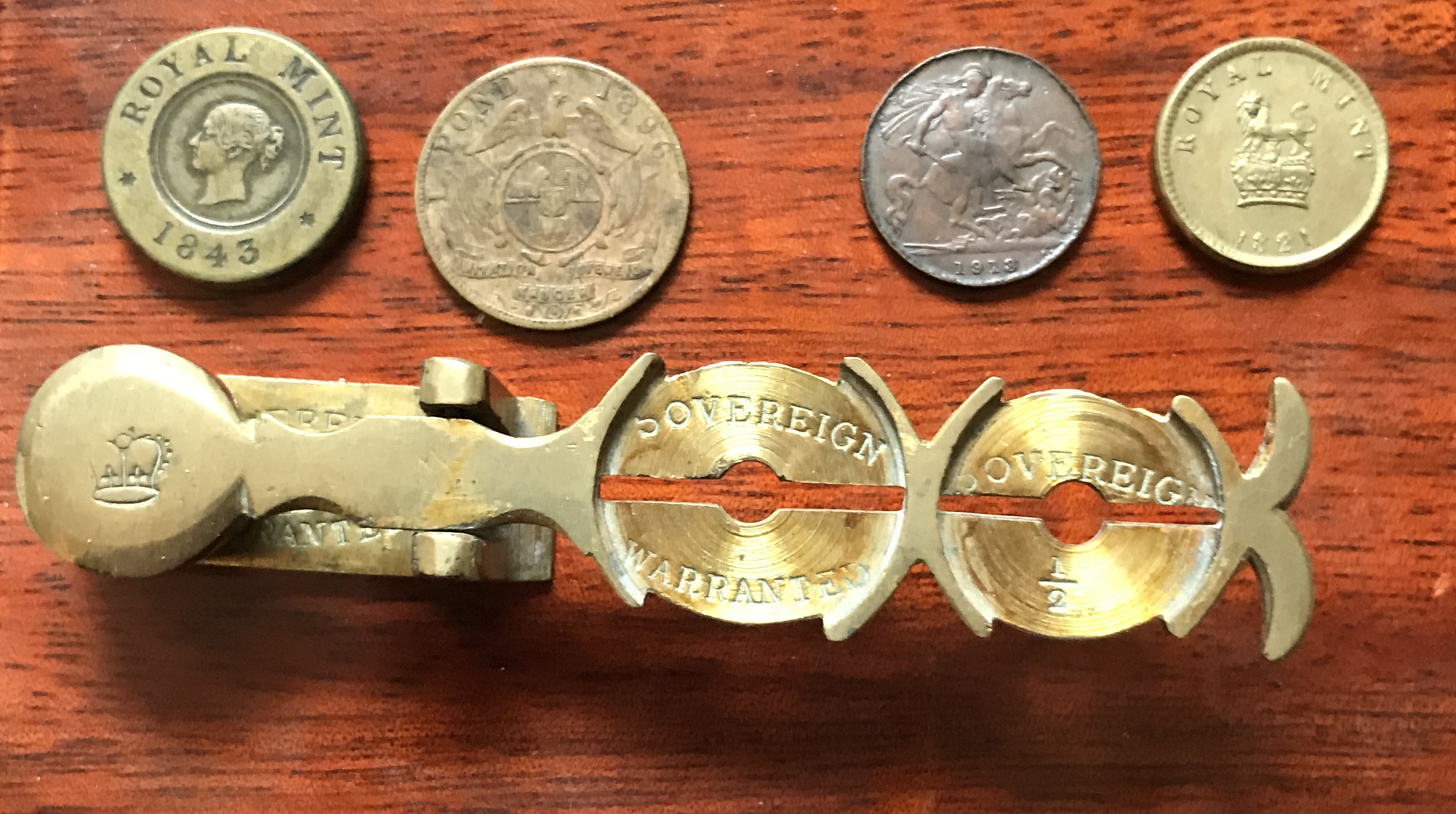
جهاز كشف التزوير. سوف يجتاز المزيف اختبارًا واحدًا (الوزن أو الملاءمة) ويفشل في الاختبار الآخر.

شوهدت العملة الذهبية في الروايات الخيالية: في رواية أوليفر تويست لديكنز، حصلت السيدة بامبل على 25 جنيهًا إسترلينيًا بالعملة الذهبية مقابل معلوماتها. يشير جوزيف كونراد، في رواياته التي تدور أحداثها في أميركا اللاتينية، عدة مرات إلى أن قادة السفن يحتفظون بالعملات السيادية كمخزن جاهز للقيمة. على الرغم من أن العديد من العملات السوفرن صهرت لإعادة سكها عند الوصول إلى أرض أجنبية (كما حدث مع سميثسونيان )، فقد اعتبرت عملة متداولة في عشرات المستعمرات البريطانية وحتى في دول مثل البرازيل والبرتغال؛ وقد قبلتها الأخيرة بقيمة 4500 ريال.
في عام 1871، قام نائب رئيس دار سك العملة، تشارلز ويليام فريمانتل، بترميم تصميم جورج والتنين الذي صممه بيستروتشي للعملة السيادية، كجزء من حملة لتجميل العملة. وقد وافقت الملكة على عودة القديس جورج، وقاموا بتفويض ذلك بموجب أمر مجلسي مؤرخ 14 يناير 1871. سك التصميمين جنبًا إلى جنب في لندن من عام 1871 إلى عام 1874، وفي فروع دار سك النقود الأسترالية حتى عام 1887، وبعد ذلك استخدم تصميم بيستروتشي وحده. عاد القديس إلى القطع النقدية النادرة التي تزن جنيهين وخمسة جنيهات في عام 1887، ووضع على نصف الجنيه في عام 1893. سك "رأس الملكة فيكتوريا الشاب" الذي صممه واين على الوجه الأمامي للعملة من عام 1838 حتى عام 1887، عندما استبدل بـ " رأس اليوبيل " الذي صممه جوزيف بوم. تعرض هذا الوجه للانتقاد واستبدل في عام 1893 بـ " الرأس القديم " بواسطة توماس بروك. أدى وفاة فيكتوريا في عام 1901 إلى ظهور وجه جديد لابنها وخليفتها، إدوارد السابع، بواسطة جورج ويليام دي سولس، والذي بدأ إنتاجه في عام 1902؛ أدت وفاة إدوارد في عام 1910 إلى ظهور وجه جديد لابنه، جورج الخامس، بواسطة بيرترام ماكينال. استمر تصميم جورج والتنين الذي صممه بيستروتشي على الوجه الخلفي.

## فرع سك العملة المعدنية

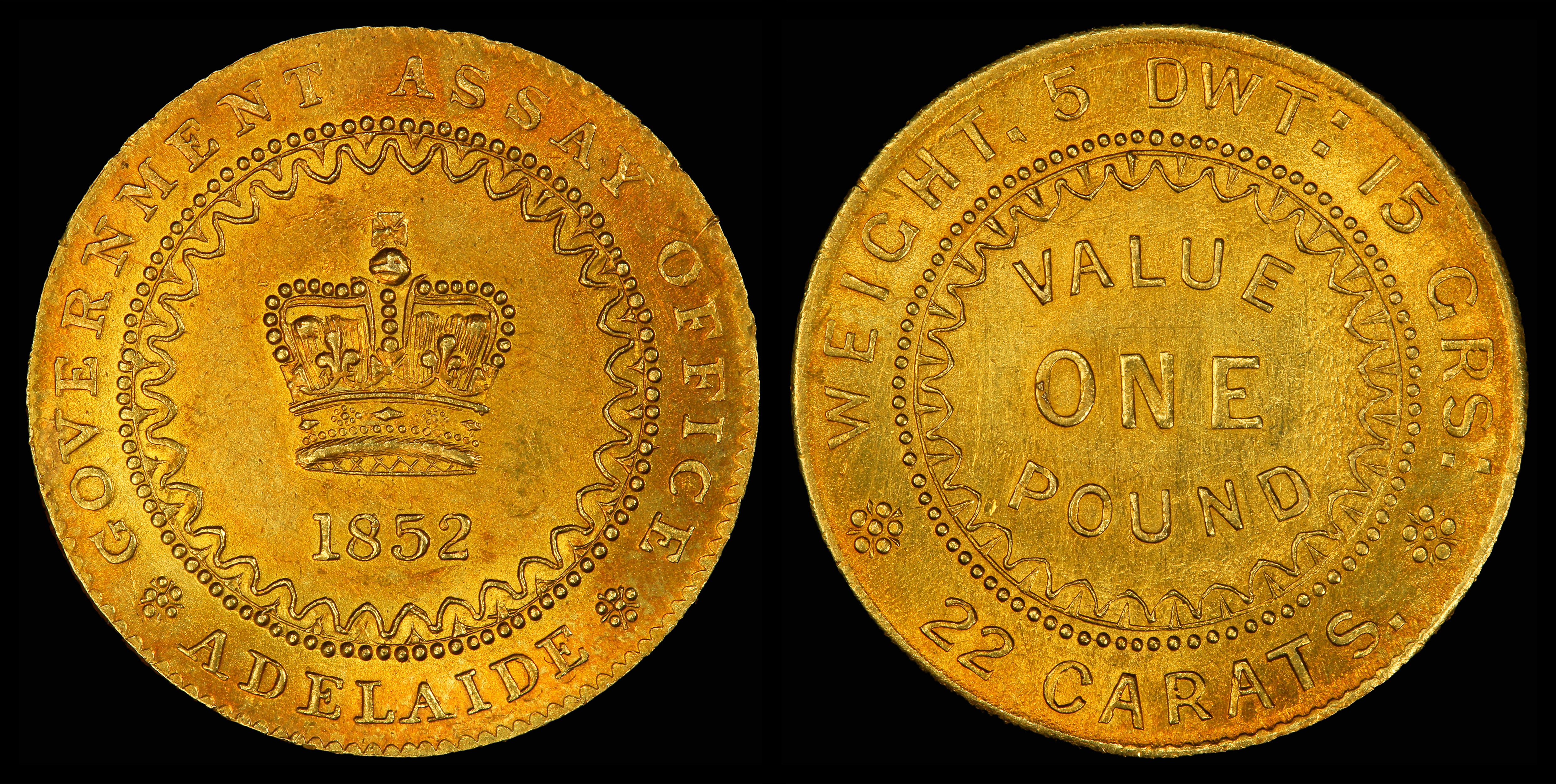
يحتوي جنيه أديلايد 1852 (في المتوسط) على 8.75 جرامًا من الذهب (0.917 ذهبًا نقيًا) ويزن 0.258 أونصة.

أدى اكتشاف الذهب في أستراليا عام 1851 سريعًا إلى دعوات من السكان المحليين لإنشاء فرع لدار السك الملكية في المستعمرات هناك. ولم تنتظر السلطات في أديلايد لندن للتحرك، بل أنشأت مكتب تحليل، وضربت ما أصبح يعرف باسم "جنيه أديلايد". في عام 1853، وافق مجلس النواب على إنشاء دار سك العملة في سيدني؛ وتبعتها دار سك العملة في ملبورن في عام 1872، ثم دار سك العملة في بيرث في عام 1899. دخل القانون الذي ينظم العملة في نيو ساوث ويلز حيز التنفيذ في 18 يوليو 1855 ونص على أن العملات الذهبية ستسمى سيوان ونصف سيوان. وكان من المفترض أيضًا أن يكون لها نفس الوزن والدقة والقيمة مثل العملات السيادية الأخرى.

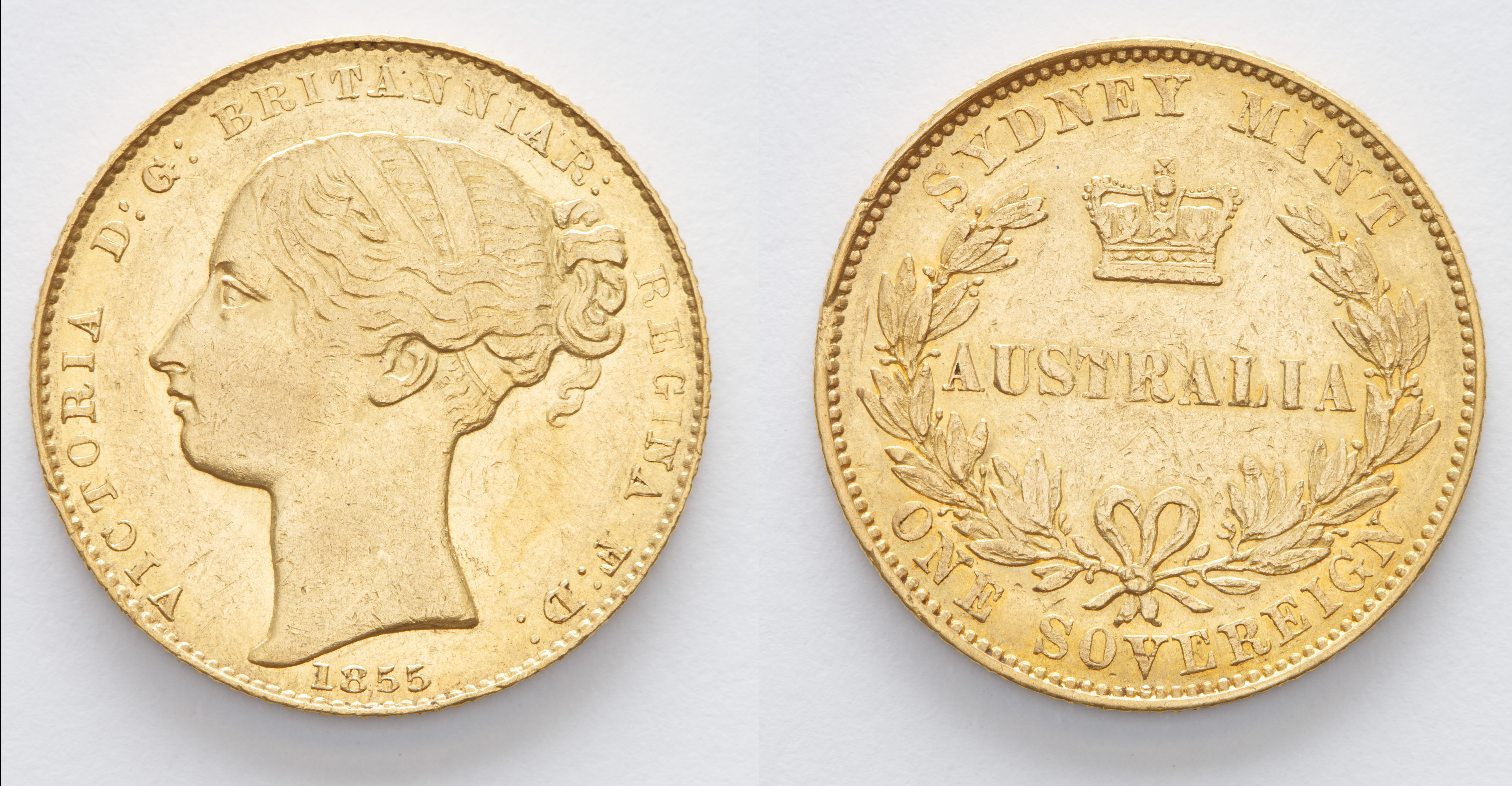
سيادية، 1855، من العملة الذهبية الأصلية، دار سك النقود في سيدني، مكتبة ولاية نيو ساوث ويلز، [http://archival.sl.nsw.gov.au/Details/archive/110493273 SAFE/DN/C 1

كانت الإصدارات المبكرة لمدينة سيدني، حتى عام 1870، تصور تمثال نصفي للملكة فيكتوريا مشابهًا لتلك التي طبعت في بريطانيا، ولكن مع إكليل من نبات بنكسية، وهو نبات أصلي في أستراليا، في شعرها. وكان الوجه الخلفي مميزًا أيضًا، حيث كان يحمل اسم الدار، وكلمة AUSTRALIA ، والفئة ONE SOVEREIGN على الوجه الخلفي. لم تكن هذه العملات المعدنية قانونية في البداية خارج أستراليا، حيث كانت هناك مخاوف بشأن التصميم ولون الذهب الفاتح المستخدم (بسبب النسبة المئوية الأعلى من الفضة في السبائك)، ولكن منذ عام 1866 أصبحت العملات السوفرن الأسترالية قانونية إلى جانب تلك التي ضربت في لندن. ابتداءً من عام 1870، كانت التصميمات هي تلك المستخدمة في لندن، على الرغم من وجود علامة دار السك "S" أو "M" (أو لاحقًا "P") للإشارة إلى أصلها. وقد سُمح لدور سك العملة في ملبورن وسيدني بمواصلة سك تصميم الدرع على الرغم من أنه قاموا بالتخلي عنه في منشأة لندن، واستمرت في ذلك حتى عام 1887 بسبب شعبيته المحلية. كانت الإصدارات الكبيرة من العملات المعدنية الاستعمارية تعني أنه بحلول عام 1900، كان حوالي أربعين بالمائة من العملات المعدنية المتداولة في بريطانيا من أستراليا. صنعت قوالب العملات الأسترالية في لندن.

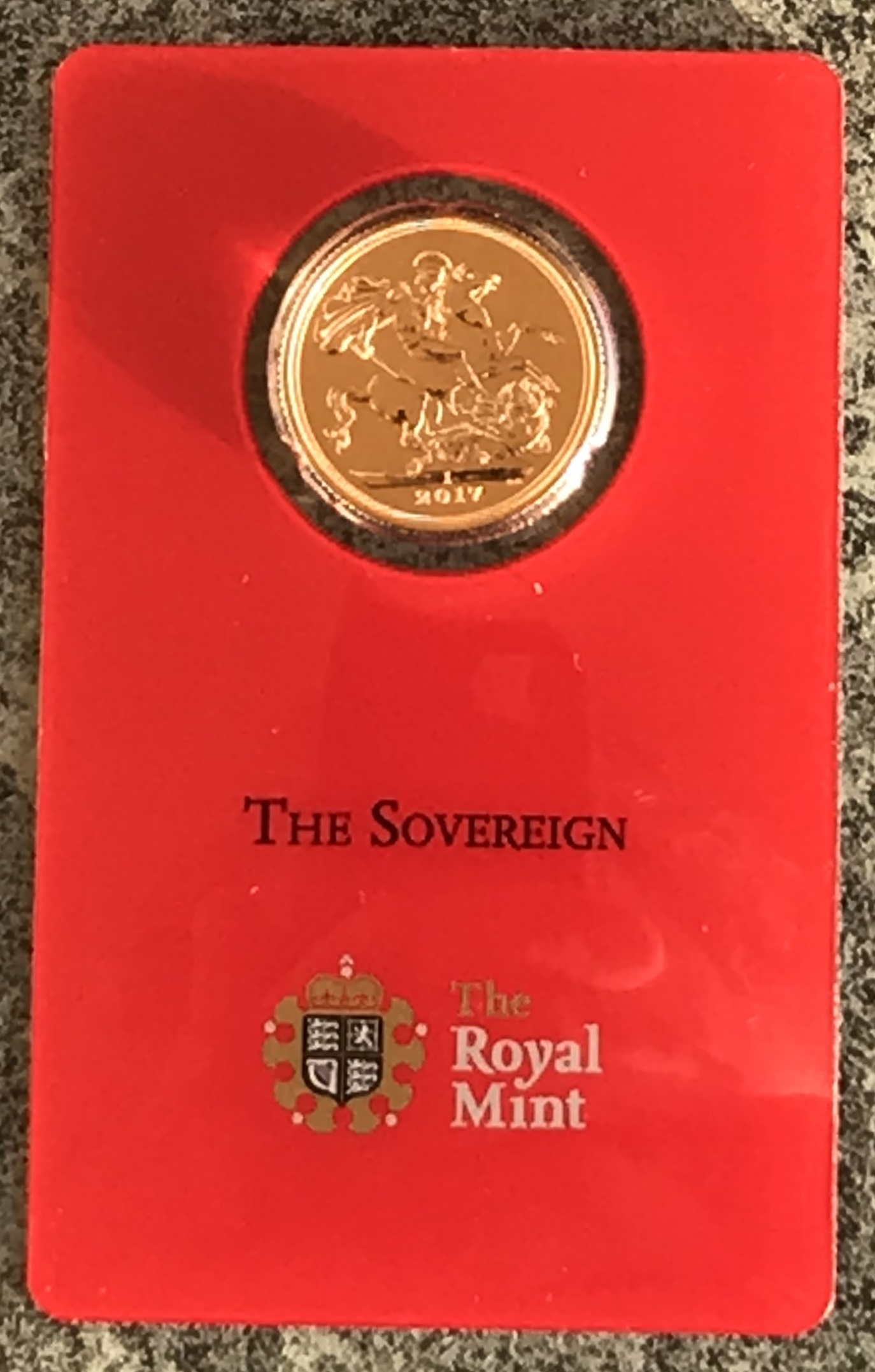
2017-أنا ملكي في بطاقة الإصدار

في أعقاب حمى البحث عن الذهب في كلوندايك، طلبت الحكومة الكندية إنشاء فرع لدار سك العملة الملكية في كندا. ولم يفتتح دار سك العملة الملكية الكندية في أوتاوا إلا في عام 1908، وكانت تضرب عملات ذهبية تحمل علامة الدار "C" من عام 1908 إلى عام 1919، باستثناء عامي 1912 و1915، حيث كانت تضرب كل عام بأعداد صغيرة. كما قامت دور سك النقود الفرعية في بومباي (1918؛ علامة سك النقود "I" ) وبريتوريا (1923-1932؛ علامة سك النقود "SA") بضرب العملات الذهبية. توقفت ملبورن وبيرث عن ضرب العملات السيادية بعد عام 1931، وأغلقت سيدني أبوابها في عام 1926. كانت العملات السيادية الصادرة عام 1932 في بريتوريا هي آخر العملات التي إصدرت بهدف أن تكون بمثابة عملة بقيمتها الاسمية.
لتلبية الطلب المرتفع على العملات الذهبية في السوق الهندية، التي لا تسمح باستيراد العملات الذهبية، استؤنفت عملية سك العملات الذهبية في الهند بعلامة السك الأولى منذ عام 2013. شركة MMTC - PAMP الهندية السويسرية المشتركة تقوم بصنع العملات المعدنية بموجب ترخيص في منشآتها القريبة من دلهي مع مراقبة الجودة الكاملة من قبل دار سك العملة الملكية. العملات المعدنية هي عملة قانونية في المملكة المتحدة.

## العملة التجارية (1914–1979)

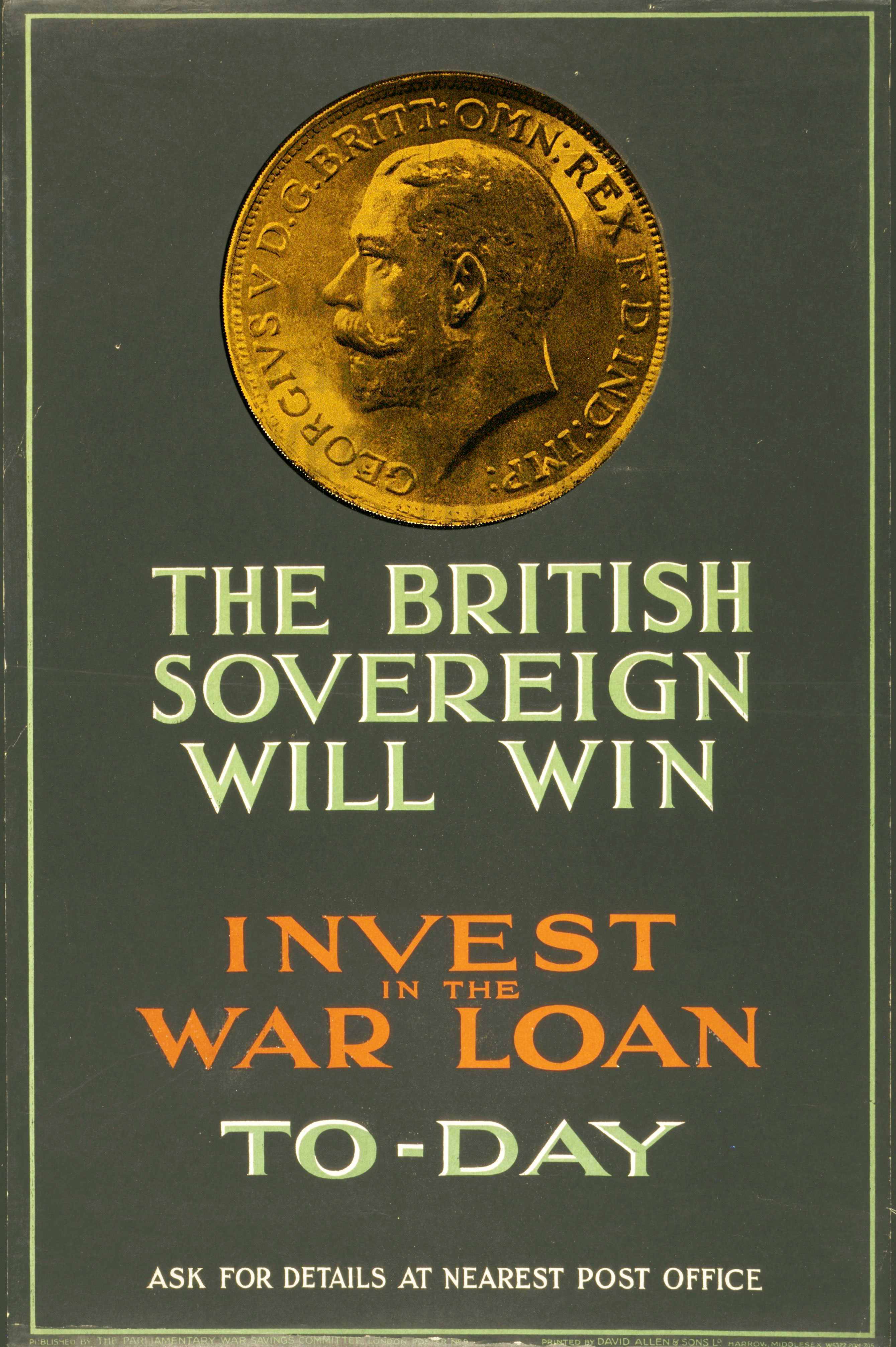
ملصق دعائي للحرب العالمية الأولى يظهر فيه العملة السيادية

في أواخر القرن التاسع عشر، تساءل العديد من وزراء الخزانة عن حكمة استخدام جزء كبير من مخزون بريطانيا من الذهب في سك العملات. اقترح اللورد راندولف تشرشل الاعتماد بشكل أقل على العملات الذهبية والانتقال إلى العملات الفضية ذات القيمة العالية، وتعد القطعة القصيرة العمر من فئة الفلورين المزدوج أو الأربعة شلن إرثًا من آرائه. حث خليفة تشرشل، جورج غوشن، على إصدار أوراق نقدية لتحل محل العملات الذهبية، قائلاً إنه يفضل 20 جنيهًا إسترلينيًا. مليون جنيه إسترليني من الذهب في بنك إنجلترا إلى ثلاثين مليون جنيه إسترليني في أيدي الجمهور. أنهى اقتراحه المخاوف من أن يؤدي التزوير الواسع النطاق للأوراق النقدية إلى اهتزاز الثقة في الجنيه.
في مارس/آذار 1914، لاحظ جون مينارد كينز أن الكميات الكبيرة من الذهب القادمة من جنوب أفريقيا كانت تجعل السيادة أكثر أهمية. "إن الجمع بين الطلب على العملات السيادية في الهند ومصر، ومكانة لندن كمركز توزيع للذهب في جنوب أفريقيا، يعمل على ترسيخ مكانة العملة السيادية باعتبارها العملة الذهبية السائدة في العالم. وربما يكون من المقدر لها أن تحتل في المستقبل نفس المكانة الدولية التي احتلها الدولار المكسيكي لعدة قرون، في أيام معيار الفضة".
مع تحرك بريطانيا نحو الحرب في أزمة يوليو 1914، سعى الكثيرون إلى تحويل أوراق بنك إنجلترا إلى ذهب، وانخفضت احتياطيات البنك من المعدن من 27 جنيهًا إسترلينيًا إلى 100 جنيه إسترليني. مليون جنيه إسترليني في 29 يوليو إلى 11 جنيهًا إسترلينيًا مليون على 1 أغسطس. في أعقاب إعلان الحرب ضد ألمانيا في 4 في أغسطس/آب، قامت الحكومة بتداول أوراق نقدية من فئة الجنيه الإسترليني والعشرة شلنات بدلاً من الجنيه الإسترليني ونصف الجنيه الإسترليني. وقد فرضت قيود على إرسال الذهب إلى الخارج، كما كان صهر العملة المعدنية جريمة. ولكن لم يكن الجميع متحمسين للتحول من الذهب إلى الورق: ففي كتابه عن العملات السيادية الصادر عام 1965، يتذكر جيه جيه كوليمور ألين أنه التقى بأول قائمة رواتب له بعد التحول إلى الأوراق النقدية، حيث كان العمال متشككين في الأوراق النقدية وطلبوا في البداية أن يتقاضوا أجورهم بالذهب. قام ألين بتحويل خمسة جنيهات من جيبه الخاص إلى أوراق نقدية، ولم يبد العمال أي اعتراض آخر. لم يكن التحويل إلى الذهب محظورًا، لكن المستشار ديفيد لويد جورج أوضح أن مثل هذه الإجراءات ستكون غير وطنية وستضر بمجهود الحرب. ولم يصر سوى القليل من الناس على الدفع بالذهب في مواجهة مثل هذه المناشدات، وبحلول منتصف عام 1915، أصبح من النادر رؤية الملك في التجارة في لندن. وقد صورت العملة المعدنية على ملصقات الدعاية، والتي حثت على دعم الحرب.
على الرغم من استمرار ضرب العملات السيادية في لندن حتى نهاية عام 1917، إلا أنها كانت في الغالب جزءًا من احتياطيات الذهب في البلاد، أو دفعت مقابل ديون الحرب للولايات المتحدة. وقد ظلت تستخدم كعملة في بعض الدول الأجنبية، وخاصة في الشرق الأوسط. واستمرت عملية سك العملات السيادية في دور السك الأسترالية، حيث سادت ظروف اقتصادية مختلفة. بعد الحرب، لم يعد الملك إلى التجارة في بريطانيا، وكانت القطع عادة تساوي أكثر من قيمتها كذهب وليس كعملة. في عام 1925، نجح المستشار ونستون تشرشل في تأمين إقرار قانون قاعدة الذهب لعام 1925، الأمر الذي أعاد بريطانيا إلى ذلك المعيار، ولكن مع الاحتفاظ بالذهب كاحتياطي وليس كوسيلة للتداول. لقد فشلت هذه المحاولة ــ واعتبرها تشرشل أسوأ خطأ في حياته ــ ولكن صهرت بعض العملات السيادية الخفيفة الوزن وإعادة صكها بتاريخ 1925، ولم تصدر إلا في وقت لاحق. كانت العديد من القطع الأسترالية التي ضربت في فترة ما بعد الحرب العالمية الثانية مخصصة لدعم العملة، في حين كانت العملات السوفرن الجنوب أفريقية مخصصة في الغالب للتصدير ودفع أجور العمال في مناجم الذهب.
بحلول الوقت الذي اعتلى فيه إدوارد الثامن العرش في عام 1936، لم يكن هناك أي مجال لإصدار عملات ذهبية للتداول، ولكن أٌعدت قطع كجزء من مجموعة العملات التقليدية التي صدرت في عام التتويج. مع تمثال نصفي للملك إدوارد من صنع همفري باجيت وتاريخ 1937، لم تفوض هذه العملات السوفرن بإعلان ملكي قبل تنازل إدوارد الثامن عن العرش في ديسمبر 1936، وتعتبر عملات نمطية. نادرة للغاية، بيعت واحدة منها في عام 2020 بمبلغ مليون جنيه إسترليني، وهو ما كان في ذلك الوقت رقمًا قياسيًا (كسر منذ ذلك الحين) لعملة بريطانية. سكت عملات ذهبية في حالة صالحة للاستخدام تعود إلى عام 1937 لصالح شقيق إدوارد وخليفته، جورج السادس، والتي صممها أيضًا باجيت، وهي العملات الذهبية الوحيدة التي تحمل صورة جورج. جورج بتاريخ 1925 إعيد صك العملة السوفرن من الفئة الخامسة في أعوام 1949 و1951 و1952، مما أدى إلى خفض قيمة العملة الأصلية، والتي لم يكن معروفًا منها سوى القليل حتى ذلك الوقت. وقد سكت هذه العملات لتلبية الحاجة إلى العملات السوفرن، وللحفاظ على مهارات دار السك الملكية في سكها.
ظلت العملة السيادية تحظى بشعبية كبيرة كعملة تجارية في الشرق الأوسط وأماكن أخرى بعد الحرب العالمية الثانية. ولم تكن القطع الصغيرة من العملات السيادية الصادرة عام 1925 في فترة ما بعد الحرب كافية لتلبية الطلب، الذي كان يلبيه جزئياً المزورون في أوروبا والشرق الأوسط، الذين غالباً ما كانوا يضعون القيمة الكاملة للذهب في القطع. رفعت دعوى تزوير، حيث دافعوا بأن العملة السوفرن لم تعد عملة متداولة. أمر القاضي بالبراءة على الرغم من أن العملة السيادية ظلت عملة قانونية بموجب قانون العملة لعام 1870.
سكت العملات الذهبية في عام 1953، عام تتويج إليزابيث الثانية، والتي تحمل صورتها بواسطة ماري جيليك، على الرغم من أن القطع الذهبية لم توضع إلا في المتاحف الكبرى. قاموا ببيع عملة سوفرن صدرت عام 1953 في مزاد عام 2014 مقابل 384 ألف جنيه إسترليني. وفي عام 1957، قررت وزارة الخزانة الدفاع عن وضع السوفرن، سواء من خلال مواصلة الملاحقات القضائية أو من خلال إصدار قطع جديدة بالتاريخ الحالي. اليزابيث سكت عملات ذهبية بقيمة 2 جنيه إسترليني تحمل صورة جيليك كقطع سبائك بين عامي 1957 و1959، ومن عام 1962 إلى عام 1968. قللوا من مشكلة التزوير من خلال ضرب حوالي 45 مليون جنيه استرليني بحلول عام 1968، والجهود التي بذلها محامو الخزانة والتي أسفرت عن قبول الجنيه الاسترليني كعملة قانونية من قبل المحاكم العليا في العديد من الدول الأوروبية. في عام 1966، فرضت حكومة ويلسون قيودًا على الاحتفاظ بالعملات الذهبية لمنع الاكتناز ضد التضخم، مع مطالبة هواة جمع العملات بالحصول على ترخيص من بنك إنجلترا. وقد ثبت عدم فعالية هذا، حيث أدى إلى دفع تجارة الذهب إلى السرية، وقاموا بالتخلي عنه في عام 1970.
استمر دور العملة السيادية في الثقافة الشعبية: في رواية " من روسيا، مع الحب" الصادرة عام 1957، أصدر كيو لجيمس بوند حقيبة تحتوي مقبضها على 50 عملة سيادية. عندما احتجز تحت تهديد السلاح في قطار الشرق السريع من قبل ريد جرانت، استخدم بوند الذهب لتشتيت انتباه جرانت، مما أدى إلى هلاك الشرير. نجت العملة الملكية من النظام العشري ومن انتقال دار السك الملكية من لندن إلى لانتريسانت في ويلز. ضربت آخر عملات جيليك السيادية في عام 1968؛ وعندما استؤنف الإنتاج في عام 1974، كان ذلك مع صورة لأرنولد ماشين. كانت آخر عملة معدنية سكت في تاور هيل، في عام 1975، من فئة السيادي.

## السبائك والعملات المعدنية لهواة الجمع (1979 حتى الآن)
منذ عام 1979، إصدر السوفرن كعملة معدنية لسوق السبائك، ولكن سكت أيضًا بواسطة دار السك الملكية في حالة إثبات لهواة الجمع، واستمر إصدار العملات المعدنية الإثباتية سنويًا. في عام 1985، استبدلت صورة إليزابيث التي رسمها ماشين بصورة أخرى رسمها رافائيل ماكلوف. علق سك العملات الذهبية بعد عام 1982، ولذلك فإن صورة مخلوف، التي كانت تُسك كل عام باستثناء عام 1989 حتى نهاية عام 1997، لا تظهر إلا على العملة الذهبية في حالة اختبار. في عام 1989، إصدرت عملة تذكارية، وهي الأولى، بمناسبة الذكرى السنوية الخمسمائة لهنري الملك السابع. إن هذه العملة التي صممها برنارد سيندال، تذكرنا بتصميمات القطعة السابقة، حيث تظهر إليزابيث على العرش وتواجه الأمام، كما ظهر هنري على العملة الإنجليزية القديمة. يصور ظهر العملة المعدنية الصادرة عام 1489 وردة تيودور مزدوجة أمام شعارات ملكية؛ ويزين تصميم مماثل بشعارات محدثة ظهر العملة المعدنية الصادرة عام 1989.

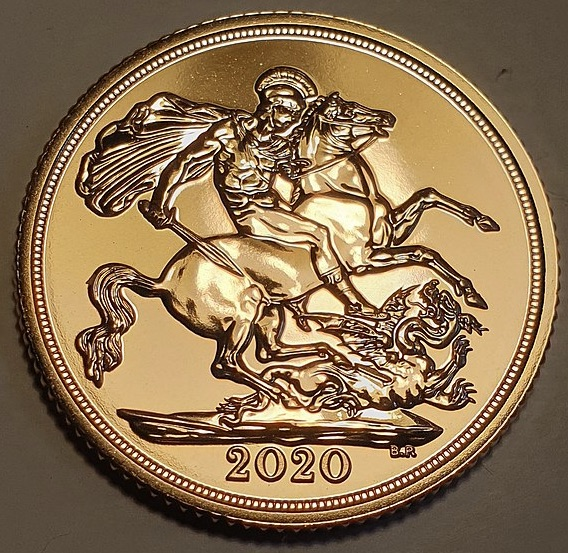
الوجه الآخر للسيادة لعام 2020

صمم إيان رانك-برودلي التمثال النصفي الرابع لإليزابيث لاستخدامه على السيادة، وبدأ استخدامه في عام 1998 واستمر استخدامه حتى عام 2015. بدأ إصدار السبائك الذهبية مرة أخرى في عام 2000، واستمر هذا الأمر حتى الآن. استخدم تصميم عكسي خاص في عام 2002 لليوبيل الذهبي، مع تعديل للأسلحة الملكية على الدرع بواسطة تيموثي نواد للتذكير بملوك القرن التاسع عشر "ذوي الظهر الدرع". وشهدت أعوام 2005 و2012 (الأخير، اليوبيل الماسي لإليزابيث) تفسيرات لتصميم جورج والتنين، الأول من قبل نواد، والأخير من قبل باول داي. استخدم تصميم اليوم لأول عملة سوفرن إصدرت في ذلك اليوم احتفالاً باليوبيل. في عام 2009، أعيد نقش الوجه الخلفي باستخدام أدوات من عهد جورج III على أمل التقاط تصميم بيستروتشي بشكل أفضل. قدمت صورة جديدة للملكة بواسطة الفنان جودي كلارك خلال عام 2015، وإصدر بعض العملات السيادية مع التمثال النصفي الجديد. كانت التصميمات الخاصة الأحدث، في عامي 2016 و2017، مخصصة لهواة الجمع فقط. القطعة التذكارية لعام 2016، المخصصة لميلاد إليزابيث التسعين، تحمل صورة لها لمدة عام واحد فقط على الوجه الأمامي والتي صممها جيمس بتلر. تعود قطعة جامع 2017 إلى التصميم الأصلي الذي صممه بيستروتشي عام 1817 بمناسبة الذكرى المئوية الثانية للملك الحديث، مع حزام الرباط والشعار. كما سكت عملة معدنية، وسكت العملة الذهبية في لانتريسانت، على الرغم من الاحتفاظ بالتصميم المعتاد، ووضعت علامة خاصة عليها بالرقم 200. بالنسبة لعام 2022، استخدم تصميم عكسي من تصميم نواد تكريمًا لليوبيل البلاتيني للملكة إليزابيث، والذي يصور تفسيره لشعار النبالة الملكي.
بعد وفاة إليزابيث الثانية في سبتمبر 2022، أعلنت دار السك الملكية عن إصدار عملات معدنية تحمل صورة الملك الجديد، تشارلز الثالث، على الوجه الأمامي، مع تصوير للشعار الملكي من تصميم كلارك، والذي اختاروه تخليداً لذكرى إليزابيث وحكمها الطويل. عندما بدأوا في قبول الطلبات في 15 نوفمبر، كان الطلب كبيرًا لدرجة أن زوار موقع الدار الإلكتروني وُضِعوا في طوابير افتراضية. بمناسبة تتويج تشارلز الثالث في مايو 2023، أصدرت دار السك الملكية عملات معدنية ملكية تظهر تمثال نصفي للملك متوجًا، مع الوجه الخلفي لبيستروتشي. صمم التمثال النصفي المتوج والتمثال غير المتوج اللذين إصدرا لأول مرة في عام 2022 بواسطة مارتن جينينجز. بالنسبة لعام 2024، اقترنت صورة تشارلز غير المتوجة التي رسمها جينينجز بوجه بيستروتشي الخلفي على كل من فئات السينود الخمس التي ضربت، من ربع السينود إلى القطعة التي تزن خمسة جنيهات إسترلينية.
في عام 2024، أعلنت دار سك العملة الملكية أن العملات السيادية التي سيقوموا بسكها اعتبارًا من عام 2026 فصاعدًا ستعود إلى لون التاج الذهبي الأصفر التقليدي، وهو ما يمثل انحرافًا عن السبائك الحالية، التي تشبه الذهب الوردي بسبب كمياتها الأعلى من النحاس. بعض العملات السيادية الصادرة عام 2025 ستحمل الوجه الخلفي لعملة بيستروتشي، في حين ستحمل عملات أخرى الوجه الخلفي لعملة ميرلين ذات الأسلحة الملكية، والتي صدرت لأول مرة قبل 200 عام. كما إعلن عن إصدار نسخة فضية من السوفرن، والتي من المقرر أن تصدر في نوفمبر 2024؛ وسيقوموا بسك هذه العملة بنفس حجم ووزن السوفرن الذهبية.

### التحصيل والاستخدامات الأخرى والمعالجة الضريبية

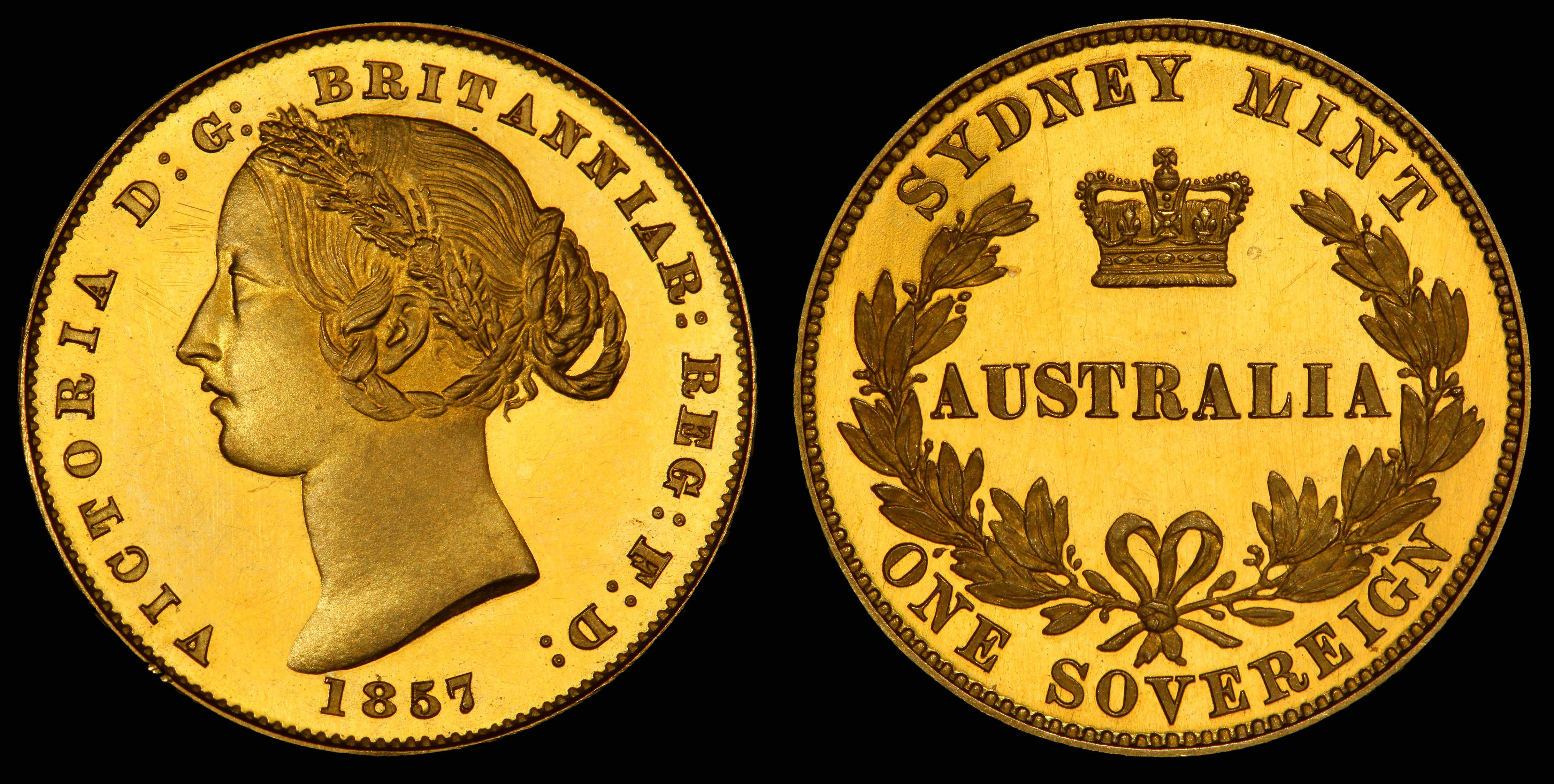
عملة سيدني السيادية، 1857

كانت العديد من التصميمات المتنوعة للسيادة منذ عام 1989 تهدف إلى جذب هواة جمع العملات، كما كانت الحال مع العملات الذهبية الأخرى المستندة إلى السيادة، من ربع السينود إلى القطعة المكونة من خمسة سينودات. لتسريع الأمور، قاموا بتفويض دار سك العملة الملكية ببيع العملات الذهبية مباشرة إلى الجمهور، بدلاً من توجيه إنتاجها عبر بنك إنجلترا كما كان الحال في السابق. باعتبارها عملة قانونية، فإن العملة السيادية معفاة من ضريبة أرباح رأس المال بالنسبة للمقيمين في المملكة المتحدة.
بالإضافة إلى استخدامها كعملة متداولة، فقد دخلت العملة السيادية الموضة: حيث وضع بعض الرجال في القرن التاسع عشر واحدة منها على سلاسل ساعات الجيب الخاصة بهم (يُنظر إليها على أنها علامة على النزاهة)، وحملها آخرون في محفظة صغيرة مرتبطة بالسلسلة. وقد اختفت هذه العادات مع انتشار ساعة اليد. كما ارتدت النساء أيضًا العملات السيادية، على شكل أساور أو أقراط للأذن. في القرن الحادي والعشرين، أصبح ارتداء الخاتم السوفرن يُنظر إليه على أنه علامة على ثقافة تشاف.
العصا التي يحملها السيد أو السيدة المرافق للقضيب الأسود (المعروف بالقضيب الأسود ) كرمز للمنصب، والتي تستخدم لضرب باب مجلس العموم في المملكة المتحدة أثناء الافتتاح الرسمي للبرلمان، لها رأس سيادي محفور في أحد طرفيها.
تتعامل بيوت مزادات العملات في العملات السيادية النادرة من تاريخ سابق، كما يفعل التجار المتخصصون. بالإضافة إلى إدوارد 1937 الثامن و 1953 إليزابيث العملات السيادية الثانية، التواريخ النادرة في السلسلة تشمل العملة الصادرة عام 1819، والقطعة الصادرة عام 1863 برقم "827" على الوجه بدلاً من الأحرف الأولى من اسم ويليام واين. من المرجح أن يكون الرقم 827 رقم سبيكة، يستخدم في نوع ما من التجارب، على الرغم من أن الأبحاث لم تثبت ذلك بشكل قاطع. سك عدد قليل من العملات السيادية الصادرة عام 1879 في لندن، وتلك التي بقيت كانت في أغلب الأحيان مهترئة. ضربت 24768 قطعة فقط من جنيه أديلايد؛ والعينات المتبقية نادرة وذات قيمة عالية. كانت العملة السيادية نفسها موضوعًا للاحتفال؛ ففي عام 2005، أصدرت دار سك العملة في بيرث عملة ذهبية بقيمة اسمية 25 دولارًا أستراليًا، مستنسخة التصميم الخلفي للعملات السيادية الصادرة عن دار سك العملة في سيدني قبل عام 1871.

## إضراب في اليوم
القطع النقدية التي تضرب في اليوم المحدد هي عملات معدنية ذات إصدار محدود، معظمها من العملات السيادية، والتي ضربت بواسطة دار السك الملكية في اليوم المحدد للمناسبة التي يحتفل بها. تصدر العملات المعدنية في حالة غير متداولة لامعة أو غير لامعة. غالبًا ما تسك العملات السيادية التي تضرب في نفس اليوم بحافة عادية، مما يميزها عن العملات السيادية الأخرى ذات الحافة المطحونة.

## انظر أيضا

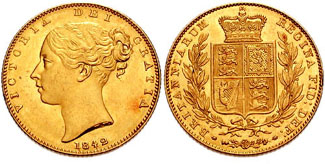
عملة سيادية "درع معكوس" من عام 1842

## الملاحظات
1. ↑  A historic claim only. See Hubbard.
2. ↑  The indenture, dated 6 February 1817, directed that there be 9341⁄2 sovereigns struck from twenty troy pounds of standard gold – or 46.725 sovereigns to a troy pound.[14]
3. ↑  The British monarch also ruled Hanover between 1714 and 1837. See Seaby، صفحات 134, 153.
4. ↑  Changed in 1821 from a minimum weight of 122.75 grains as experience had shown that to be too small a tolerance, and reaffirmed at the 1821 figure in 1838[43][44] and in 1843.[45]

### معلومات كاملة للمراجع
- Allen، James John Cullimore (1965). Sovereigns of the British Empire. London, United Kingdom: Spink & Son, Ltd. OCLC:493287074.
- Ansell، G. F. (1870). The Royal Mint: its working, conduct, and operations, fully and practically explained. London: Effingham Wilson. مؤرشف من الأصل في 2023-05-12.
- Celtel، André؛ Gullbekk، Svein H. (2006). The Sovereign and its Golden Antecedents. Oslo, Norway: Monetarius. ISBN:978-82-996755-6-7.
- Clancy، Kevin (2017) [2015]. A History of the Sovereign: Chief Coin of the World (ط. second). Llantrisant, Wales: Royal Mint Museum. ISBN:978-1-869917-00-5.
- Craig، John (2010) [1953]. The Mint (ط. paperback). Cambridge, United Kingdom: Cambridge University Press. ISBN:978-0-521-17077-2.
- Dyer، G.P.؛ Gaspar، G.P. (1992). "Reform, the New Technology and Tower Hill". في Challis، C.E. (المحرر). A New History of the Royal Mint. Cambridge, United Kingdom: Cambridge University Press. ص. 398–606. ISBN:978-0-521-24026-0.
- Farey، Roderick (سبتمبر 2014). "Benedetto Pistrucci (1782–1855), Part 1". Coin News: 51–53.
- Hayter، Henry Heylyn (1891). Victorian Year-Book for 1890–91 (ط. 18th). Melbourne: Sands & McDougall Ltd. مؤرشف من الأصل في 2023-05-12.
- Hubbard، Arnold (14 يوليو 2003). "How George III lost France: Or, Why Concessions Never Make Sense". Electric Review: A High Tory Online Journal of Politics, Art and Literature. مؤرشف من الأصل في 2021-08-17.
- Josset، Christopher Robert (1962). Money in Britain. London: Frederick Warne and Co Ltd. OCLC:923302099.
- Keynes، John Maynard (مارس 1914). "Currency in 1912". The Economic Journal. الجمعية الاقتصادية الملكية. ج. 24 ع. 93: 152–157. DOI:10.2307/2221837. JSTOR:2221837.
- Marsh، Michael A. (1996). Benedetto Pistrucci: Principal Engraver and Chief Medallist of the Royal Mint, 1783–1855. Hardwick, Cambridgeshire: Michael A. Marsh (Publications). ISBN:978-0-9506929-2-0.
- Marsh، Michael A. (2017) [1980]. The Gold Sovereign (ط. revised). Exeter, Devon: Token Publishing Ltd. ISBN:978-1-908828-36-1.
- Rodgers، Kerry (يونيو 2017). "Britain's Gold Sovereign". Coin News: 43–47.
- Seaby، Peter (1985). The Story of British Coinage. London: B. A. Seaby Ltd. ISBN:978-0-900652-74-5.
- Spink & Son Ltd (2022). Coins of England and the United Kingdom, Decimal Issues 2023 (ط. 9th). London: Spink & Son Ltd. ISBN:978-1-912667-93-2.

## روابط خارجية
- السيادية نسخة محفوظة 29 أغسطس 2015 على موقع واي باك مشين. – دار سك العملة الملكية
- تاريخ السيادية الذهبية نسخة محفوظة 9 سبتمبر 2015 على موقع واي باك مشين. – دار السك الملكية
- بينيديتو بيستروتشي - فنانو دار السك الملكية التاريخيون - متحف دار السك الملكية. نسخة محفوظة 25 May 2019 على موقع واي باك مشين. .
- العملات الذهبية – CoinParade
- عملة سيادية (قبل العشرية)، نوع من العملات المعدنية من المملكة المتحدة